# Forchheimer-Gleichung
Die Forchheimer-Gleichung (nach Philipp Forchheimer) beschreibt den Druckverlust in einer Strömung (meist in porösen Medien). Die Gleichung erweitert das Darcy-Gesetz, das nur Druckverluste aus der dynamischen Viskosität berücksichtigt, um einen Term für die Druckverluste aus Turbulenz:
{\displaystyle -{\frac {dp}{dx}}={\frac {\eta }{K}}u+{\frac {\rho }{k_{2}}}u^{2}}
mit
- dem Druckverlust {\displaystyle dp} über der Strecke {\displaystyle dx}
- der dynamischen Viskosität {\displaystyle \eta } des strömenden Fluids
- der Permeabilität {\displaystyle K} (Einheit m²) des porösen Mediums
- der Strömungsgeschwindigkeit {\displaystyle u} des Fluids
- der Dichte {\displaystyle \rho } des strömenden Fluids
- dem nicht-darcyschen Permeabilitätskoeffizienten {\displaystyle k_{2}} (Einheit m) des porösen Mediums.

Die beiden Koeffizienten {\displaystyle K} und {\displaystyle k_{2}} werden meistens experimentell ermittelt und sind nur von der Geometrie des porösen Mediums abhängig, nicht aber vom strömenden Fluid.
Für {\displaystyle k_{2}\to \infty } geht die Forchheimer-Gleichung in das Darcy-Gesetz über.